# اریکا کوئیمبرا
اریکا کوئیمبرا (پرتغالی: Érika Coimbra؛ زادهٔ ۲۳ مارس ۱۹۸۰) بازیکن والیبال اهل برزیل؛ عضو تیم ملی والیبال زنان برزیل و باشگاه ترفل است. کوئیمبرا در المپیک ۲۰۰۰ سیدنی یکی از بازیکن‌های برزیل بود که به مدال برنز دست یافت.